# Обсада на Шкодра
Обсадата на Шкодра е битка в хода на Балканската война, в която черногорски, а по-късно и сръбски войски правят няколко неуспешни опита да превземат османската крепост Шкодра в Северна Албания.

## Бойни действия
Черна гора е първата страна от Балканския съюз, която влиза във войната, като още на 9 октомври 1912 година нейни войски пресичат границата и се насочват към близкия град Шкодра. Черногорското командване се надява да изненада гарнизона и да превземе крепостта с внезапно нападение, но не постига успех. Черногорците успяват да завземат само няколко предни укрепления, но не и да обкръжат напълно града, като османските части запазват контрола си върху пътя към Драч, откъдето продължават да се снабдяват с продукти.
След като до 2 ноември сръбски и черногорски части завземат областта Санджак, практически цялата черногорска армия е концентрирана около Шкодренската крепост. Въпреки това тя не е напълно обкръжена и османските войски се отбраняват енергично, предприемайки контраатаки. В подкрепа на обсаждащите части са прехвърлени две сръбски дивизии. Обединените черногорско-сръбски сили използват Чаталджанското примирие (декември 1912 – февруари 1913), за да укрепят позициите си и да се подготвят за нападение на града, който, заедно с Янина, е останал последното османско укрепление в западната част на Балканския полуостров.
На 7 февруари 1913 година, малко след края на Чаталджанското примирие, черногорско-сръбските войски започват масиран щурм на Шкодренската крепост, който продължава три дни, но не постига съществен успех. Съюзниците претърпяват тежки загуби, възлизащи на 4000 души, което предизвиква силно обществено недоволство в Черна гора. Към Шкодра е прехвърлена още една сръбска дивизия, но новата атака на 3 март отново е отблъсната. Съюзниците подлагат града на силен артилерийски обстрел, който също не постига особен резултат.
Примирието от 12 април заварва Шкодра все още в османски ръце. След започването на мирните преговори и постигането на предварително споразумение за създаване на независима Албания, на 23 април 1913 година османските войски се оттеглят от града с цялото си въоръжение и имущество и с помощта на гръцкия флот са прехвърлени в Мала Азия.